# ななおさかき
ななお さかき（ナナオ サカキ、本名・榊七夫、男性、1923年 - 2008年12月23日）は、日本の放浪者、詩人。鹿児島県出身だが、晩年は伊豆半島や長野県で、ヒッピー的な生活を送っていた。

## 来歴
1923年鹿児島県生まれ。第2次世界大戦での海軍体験（レーダー基地勤務）を経て、様々な職業（出版社社長秘書、旋盤工など）を遍歴後、放浪者として日本、世界を放浪する。1960年代後半に新宿で、山尾三省や長沢哲夫らとともに、長野県諏訪郡富士見町や鹿児島県諏訪之瀬島でコミューン「部族」をはじめる。地球を家とする放浪を通して、アレン・ギンズバーグ、ゲーリー・スナイダーらビートニクの代表的詩人、おおえまさのりらと知り合う。自然保護活動にも早くから関わり、独自の方法で現代社会に警鐘を鳴らしたヒッピー詩人である。2008年12月23日、長野県下伊那郡大鹿村にて死去。

## 主な出版作品

### 著書
- 犬も歩けば（野草社、1983）
- 地球B[3]（スタジオリーフ、1989）

阪神・淡路大震災のボランティア活動家を通して有名になった詩「いつも泥足」の原作を所収
NHKテレビ「プロジェクトX」シリーズの「ナホトカ号重油流出、日本海30万人の闘い」(1996年1月
内田ボブ作曲の「Go With Muddy Feet」の楽譜を所載。
- ココペリ（スタジオリーフ、1999）
- ココペリの足あと（スタジオリーフ、2010）

### 訳書
英語→日本語
- 亀の島 Turtle Island（ゲーリー・スナイダー著、山口書店、1991）

日本語→英語
- 一茶俳句　INCH by INCH（Tooth of Times、N.Mexico、1985）

### 英語の本
- BELLYFULLS（Toad Press、1966）
- REAL PLAY（Tooth of Time Books、1981）
- Break the Mirror（North Point Press、1987）
- Let's Eat Stars（Blackberry Books、1997）
- Inch By Inch: 45 Haiku By Issa（LA ALAMEDA PR、1999）
- NANAO or NEVER（Blackberry Books、2000）
- Selected Poems & One Play of Nanao Sakaki（University Essex、1999）

### フランス語の本
- Casse Le Miroir（Patrice Repusseau 訳、Mai Hors Saison、1990）

### チェコ語の本
- Z'eme B（Jirka Wein 訳、Odeon、1991）

### スペイン語の本
- 地球B（スペイン語のタイトルは不明）（Daniel Moyano訳、Vanguard、Madrid、1992）

### 中国語の本
- 地球B（羅靑訳、台北、1992）

## エピソード
- アレン・ギンズバーグは、ななおさかきを讃える詩を残した[7]。
- 雑誌 PAPER SKY No.28[8]に、ななおさかきの詩は世界17カ国で翻訳されているとあるが、確認がとれているのは、日本語、英語、フランス語、チェコ語、スペイン語、中国語[9]の6ヶ国語。また、ココペリ[10]の巻末には、イタリア、スロベニア、ギリシャ、ネパール、インドの各国語翻訳が進行中と書かれているが、正確な情報は不明。